# Halina Poświatowska
Halina Poświatowska (n. 9 mai 1935, Czestochowa, Polonia - d. 11 octombrie 1967, Varșovia), a fost o poetă și scriitoare, una dintre cele mai de seamă personalități din literatura poloneză. Este faimoasă pentru poezia ei intelectuală și pasională pe teme ca: moartea, iubirea, existența, personalități istorice, în special femei.

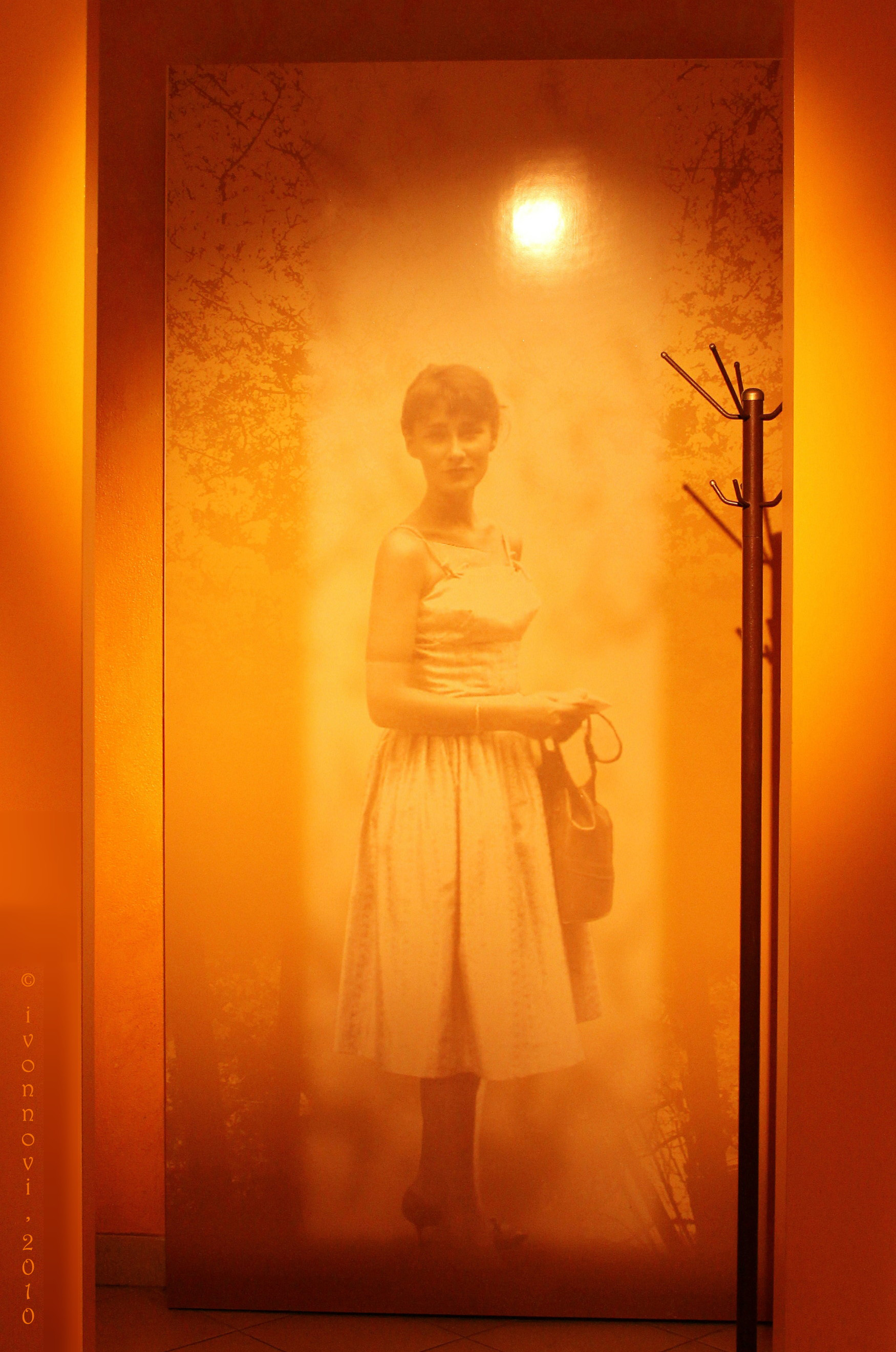
Fotografie a Poświatowka la muzeul ei. (Fot. Ivonna Nowicka)

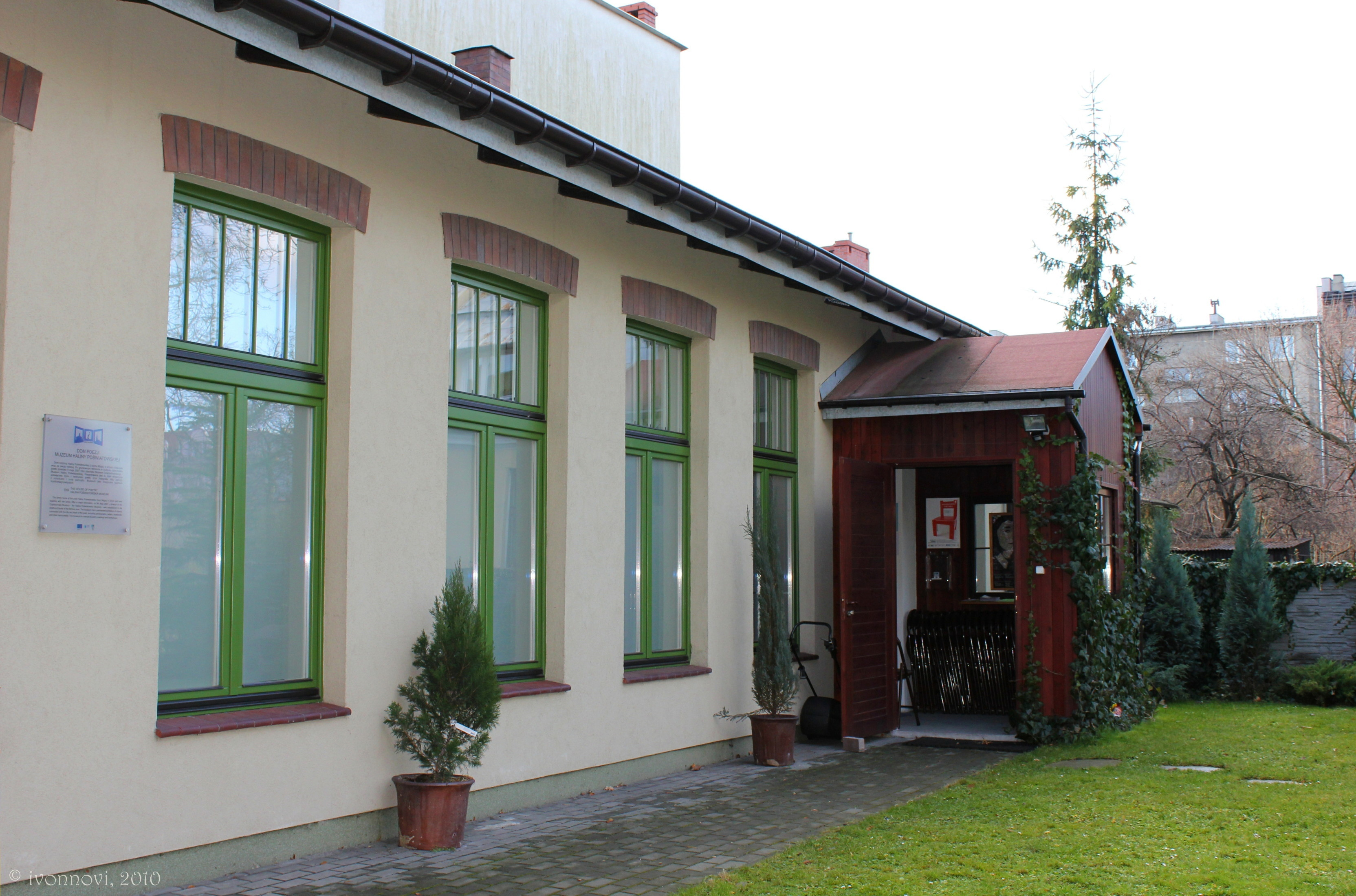
Casa de Poezie - Muzeul Halina Poświatowska din orașul natal. (Fot. Ivonna Nowicka)

Moare la vârsta de 32 de ani după o a doua operație pe cord pentru a corecta un defect al inimii, dobândit în copilările în timpul celui de-al Doilea Război Mondial în timpul ocupației naziste în Polonia, care i-a limitat mobilitatea și respirația. Prima operație s-a efectuat în Philadelphia, SUA, în 1958, și i-a prelungit viața cu câțiva ani. Imediat după operație, s-a înscris la Smith College, în Northampton, Massachusetts, unde și-a încheiat studiile pre-universitare în 3 ani. A refuzat sa-și continue studiile și suportul financiar în SUA, și s-a întors în Polonia unde a obținut o diplomă în Filosofie la Universitatea Jagellonia din Cracovia.
Operele ei sunt incluse în cele patru volume Dzieła, publicate de Wydawnictwo Literackie, Cracovia, Polonia, 1997, din care primele două volume sunt poezii, iar ultimele două proză, respectiv scrisori.
1. ↑  Halina Poświatowska, Discogs, accesat în 9 octombrie 2017
2. 1 2  „Halina Poświatowska”, Gemeinsame Normdatei, accesat în 28 aprilie 2014
3. 1 2  Autoritatea BnF, accesat în 10 octombrie 2015
4. ↑  Halina Poswiatowska, Babelio
5. ↑  CONOR.SI[*] Verificați valoarea |titlelink= (ajutor)
6. 1 2 3 4 5   https://www.polskieradio24.pl/130/8645/Artykul/2753198,Nauczyla-sie-angielskiego-w-pol-roku-Zbigniew-Myga-o-siostrze-Halinie-Poswiatowskiej Lipsește sau este vid: |title= (ajutor)